# Pseudosenegalia
Pseudosenegalia, biljni rod iz porodice mahunarki čije su vrste drveća i grmova nekada uključivane u rod Acacia. Postoje dvije vrste, a rastu u Boliviji, to su P. feddeana i P. riograndensis.
Rod je opisan 2017. godine

## Vrste
1. Pseudosenegalia feddeana (Harms) Seigler & Ebinger
2. Pseudosenegalia riograndensis (Atahuachi & L. Rico) Seigler & Ebinger